# Noyant-et-Aconin
Noyant-et-Aconin é uma comuna francesa na região administrativa de Altos da França, no departamento de Aisne. Estende-se por uma área de 4,6 km². Em 2010 a comuna tinha 505 habitantes (densidade: 109,8 hab./km²).